# 고동털개미
고동털개미는 개미과에 속하는 개미의 종으로서 전 유럽과 북아메리카, 남아메리카, 오스트레일리아, 아시아에 서식한다. 일본풀개미는 이전에는 고동털개미와 구분되지 않았으나, 오늘날에는 별개의 종으로 본다.